# محمد ناقوسی
محمد ناقوسی (متولد ۱۵ شهریور ۱۳۸۰ در شوش) کشتی‌گیر ایرانی و عضو تیم ملی کشتی فرنگی ایران است. 
ناقوسی در مسابقات قهرمانی کشتی فرنگی امید های جهان در آلبانی ۲۰۲۴، موفق به کسب مدال طلا در وزن ۸۲ کیلوگرم شده است.
از دیگر افتخارات وی میتوان به مدال برنز قهرمانی جوانان جهان روسیه ۲۰۲۱ اشاره کرد.

## فعالیت حرفه‌ای ورزشی

### قهرمانی کشتی نوجوانان آسیا ۲۰۱۸
در وزن ۸۰ کیلوگرم محمد ناقوسی پس از استراحت در دور اول در دور دوم مقابل بکزاد اخمدوف از ازبکستان با نتیجه ۷ بر ۵ پیروز شد و در دیدار نیمه نهایی نیز با نتیجه ۳ بر یک یرزات یرلانوف از قزاقستان را پشت سرگذاشت و به دیدار فینال راه یافت. ناقوسی در دیدار فینال نیز با نتیجه ۶ بر ۵  بیومسو چئون از کره جنوبی را مغلوب کرد و به مدال طلا دست یافت.

### قهرمانی کشتی نوجوانان جهان ۲۰۱۸
در وزن ۸۰ کیلوگرم محمد ناقوسی پس از استراحت در دور اول در دور بعد با نتیجه ۴ بر ۳ امیرخان تسوچویف از روسیه را شکست داد وی در دور سوم مقابل تیرونه استرکنبورگ از هلند با نتیجه ۵ بر صفر به پیروزی رسید. ناقوسی در دور چهارم اوکتای دمیر از ترکیه را با نتیجه ۸ بر صفر مغلوب کرد و راهی مرحله نمیه نهایی شد. ناقوسی در این مرحله در مصاف با گئورگی تسوپوراشویلی از گرجستان با نتیجه ۷ بر یک شکست خورد و به دیدار رده بندی رفت. وی در این دیدار با نتیجه ۶ بر یک بکزاد احمداف از ازبکستان را مغلوب کرد و به مدال برنز رسید.

### قهرمانی کشتی جوانان آسیا ۲۰۱۹
در وزن ۷۷ کیلوگرم محمد ناقوسی در دور اول مقابل کولدیپ مالیک از هند با نتیجه ۳ بر یک پیروز شد. وی در دور بعد دولت ژالگاسوف از قزاقستان را با نتیجه ۹ بر صفر مغلوب کرد و به مرحله نیمه نهایی راه یافت. ناقوسی در این مرحله مقابل نائو کاساکا از ژاپن با نتیجه ۷ بر ۳ به برتری دست یافت و راهی دیدار فینال شد. وی در دیدار نهایی با نتیجه ۶ بر ۳ علی بک تالانتبیکوف از قرقیزستان را مغلوب کرد و به مدال طلا دست یافت.

### قهرمانی کشتی جوانان جهان ۲۰۱۹
در وزن ۷۷ کیلوگرم محمد ناقوسی پس از استراحت در دور نخست در دور دوم مقابل رانت کالجولا از استونی با نتیجه ۴ بر یک به پیروزی رسید و به مرحله یک چهارم نهایی راه یافت. وی در این مرحله ساجان از هند را با نتیجه ۷ بر ۳ از پیش رو برداشت و راهی مرحله نیمه نهایی شد. ناقوسی در این دیدار با نتیجه ۴ بر ۲ از سد عبدالرحمن کالکان از ترکیه گذشت و راهی دیدار فینال شد. وی در دیدار فینال دامیر رحیم اف از روسیه را با نتیجه ۲ بر یک مغلوب کرد و به مدال طلا دست یافت.

### قهرمانی کشتی آسیا ۲۰۲۵
در وزن ۸۲ کیلوگرم محمد ناقوسی در دور اول با نتیجه ۱ بر ۱ محمدکودیر رسول اف از ازبکستان را مغلوب کرد. وی در مرحله دور بعد و مرحله یک چهارم نهایی با نتیجه ۴ بر ۱ بکزات اورانکول اولو از قرقیزستان را شکست داد و به مرحله نیمه نهایی راه یافت. ناقوسی در این مرحله با نتیجه ۴ بر ۳ شاهین بداغی از قطر را از پیش رو برداشت و به دیدار فینال راه یافت. ناقوسی در این دیدار با نتیجه ۳ بر ۱ مقابل عمر ساتایف از قزاقستان به پیروزی رسید و صاحب مدال طلا شد.